# Randa

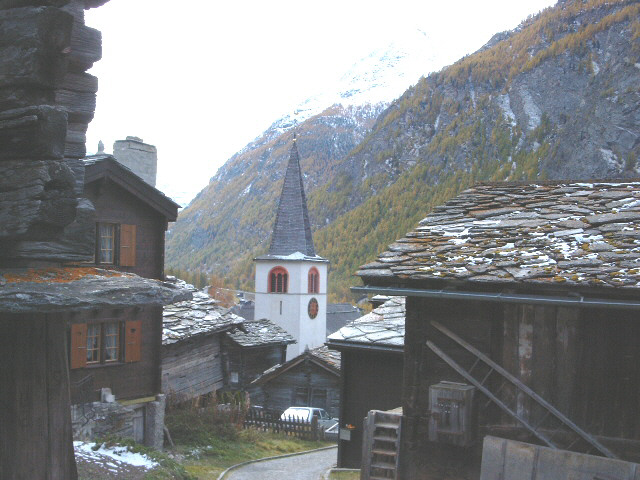
Vila de Randa.

Randa é uma comuna da Suíça, no Cantão Valais, com cerca de 424 habitantes. Estende-se por uma área de 54,49 km², de densidade populacional de 8 hab/km². Confina com as seguintes comunas: Ayer, Oberems, Saas Fee, Sankt Niklaus, Täsch, Zermatt. 
A língua oficial nesta comuna é o Alemão.